# Muxía
Muxía (oficiální galicijský název, španělsky Mugía) je malé město a obec ve Španělsku, v provincii A Coruña. Žije zde zhruba 5000 obyvatel.
Město leží na malém poloostrově na severozápadě Galicie, na pobřeží Atlantského oceánu. Je to poměrně populární turistický cíl. Nachází se zde celá řada památek, především kostelů (jako San Cristovo de Nemiña, San Xiao de Moraime, Santa Leocadia de Frixe, San Martiño de Ozón, Santa María de Morquintán, románský kostel Santa María), nejdůležitější je ale chrám santuario da Virxe da Barca, středověký kostel, který byl v 11. a 12. století významným poutním místem. U posledního zmíněného chrámu se druhou zářijovou neděli každoročně koná velká slavnost, zvaná Romaría da Virxe da Barca.
V Muxíe se nachází také skulptura A Ferida, připomínající nehodu na ropném tankeru Prestige, který v roce 2002 způsobil ekologickou katastrofu na galicijském pobřeží.
V blízkém okolí města se nacházejí kláštery Moraime a Santa María de Ozón.
V území obce leží Cabo Touriñán, mys, který je nejzápadnějším bodem pevninského Španělska.

## Galerie

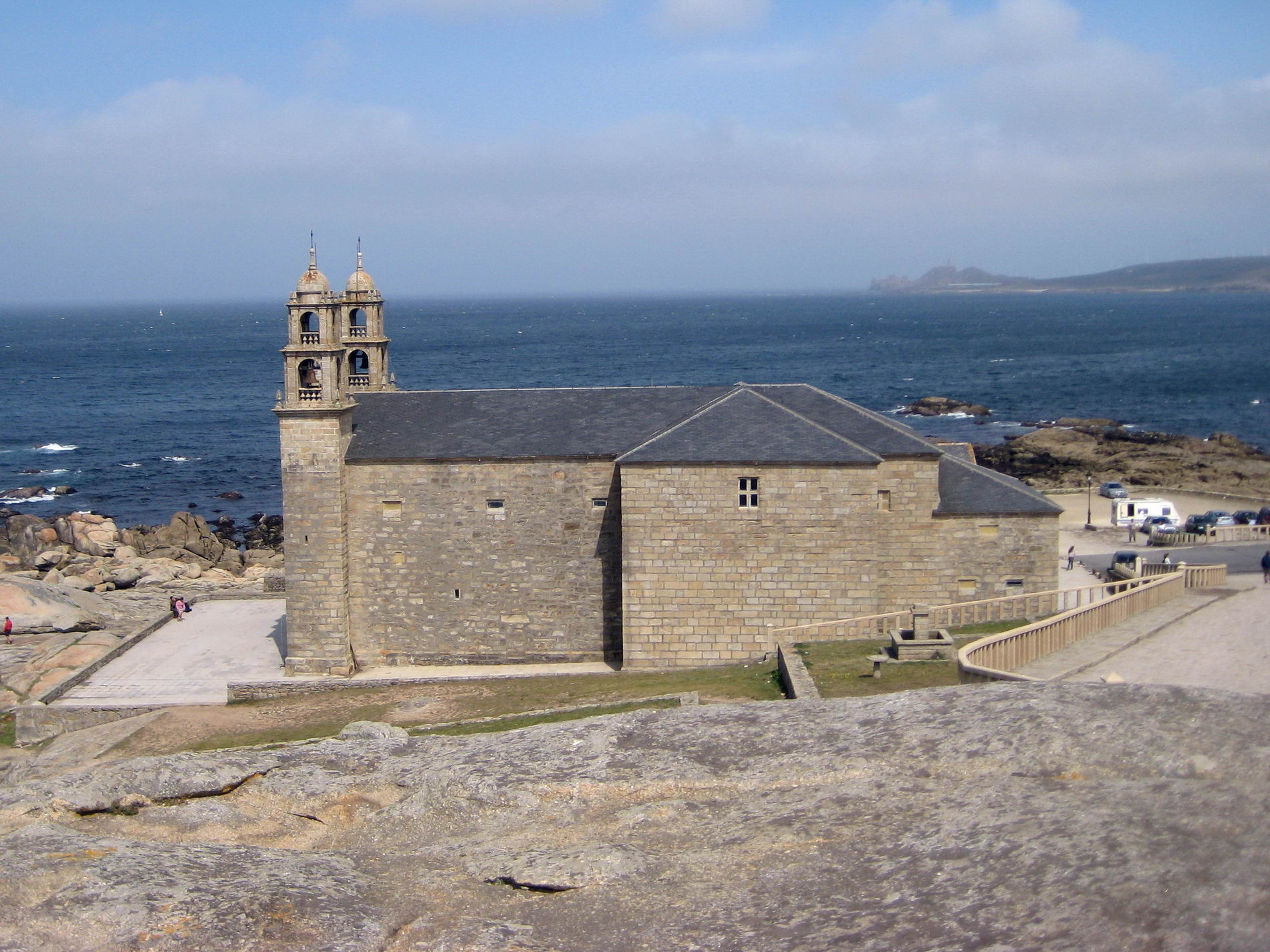
Santuario da Virxe da Barca
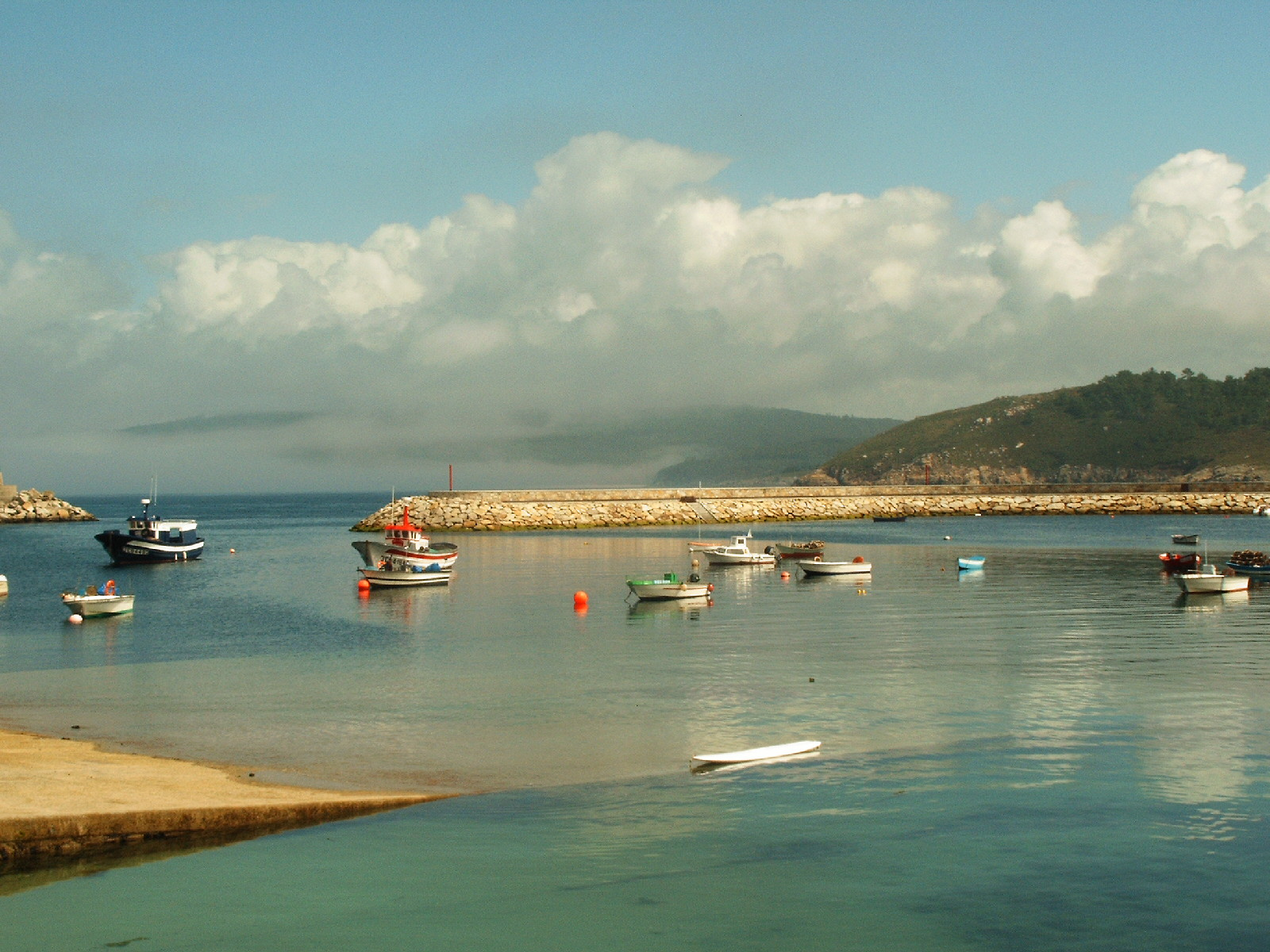
Přístav
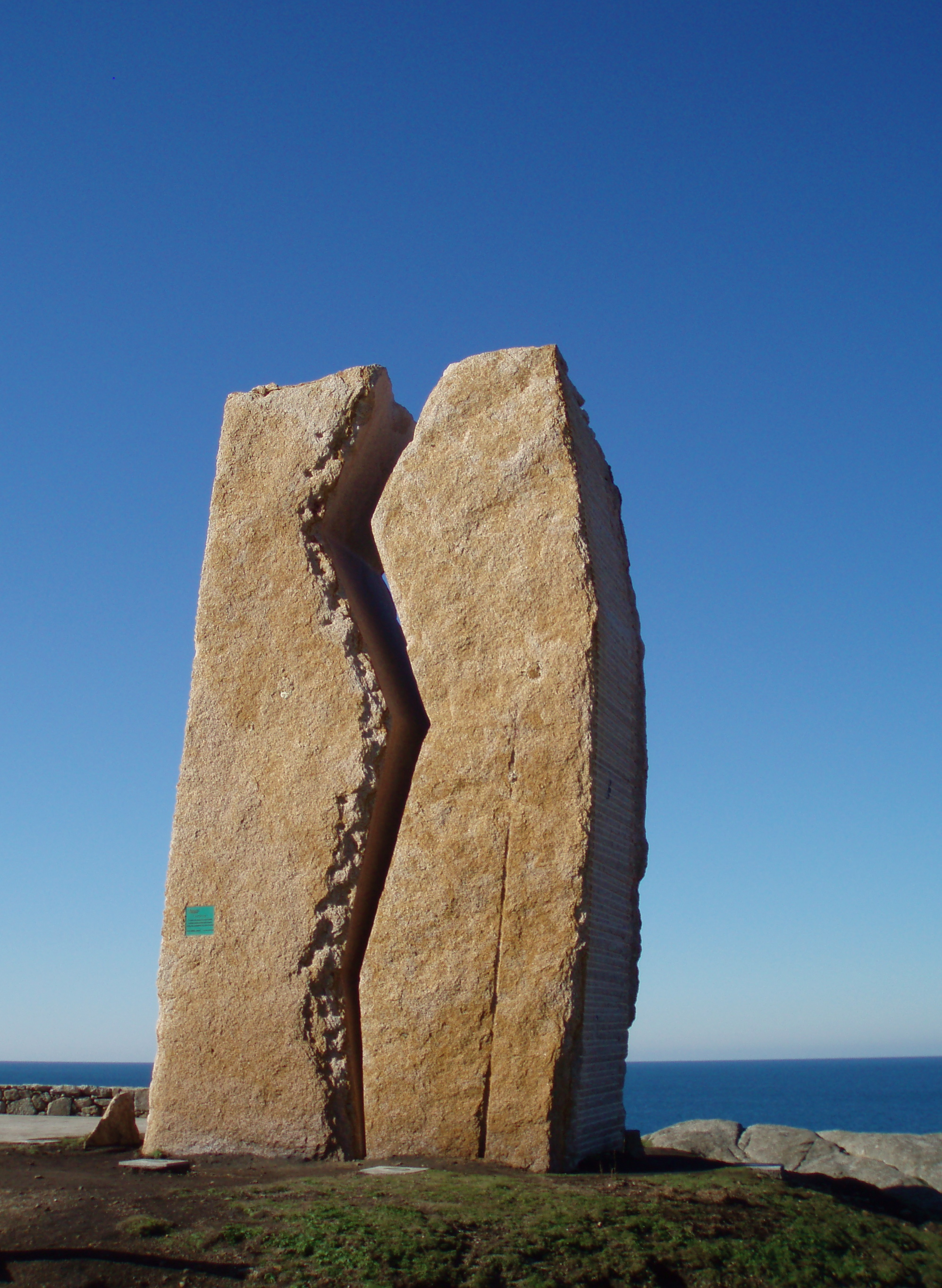
A Ferida
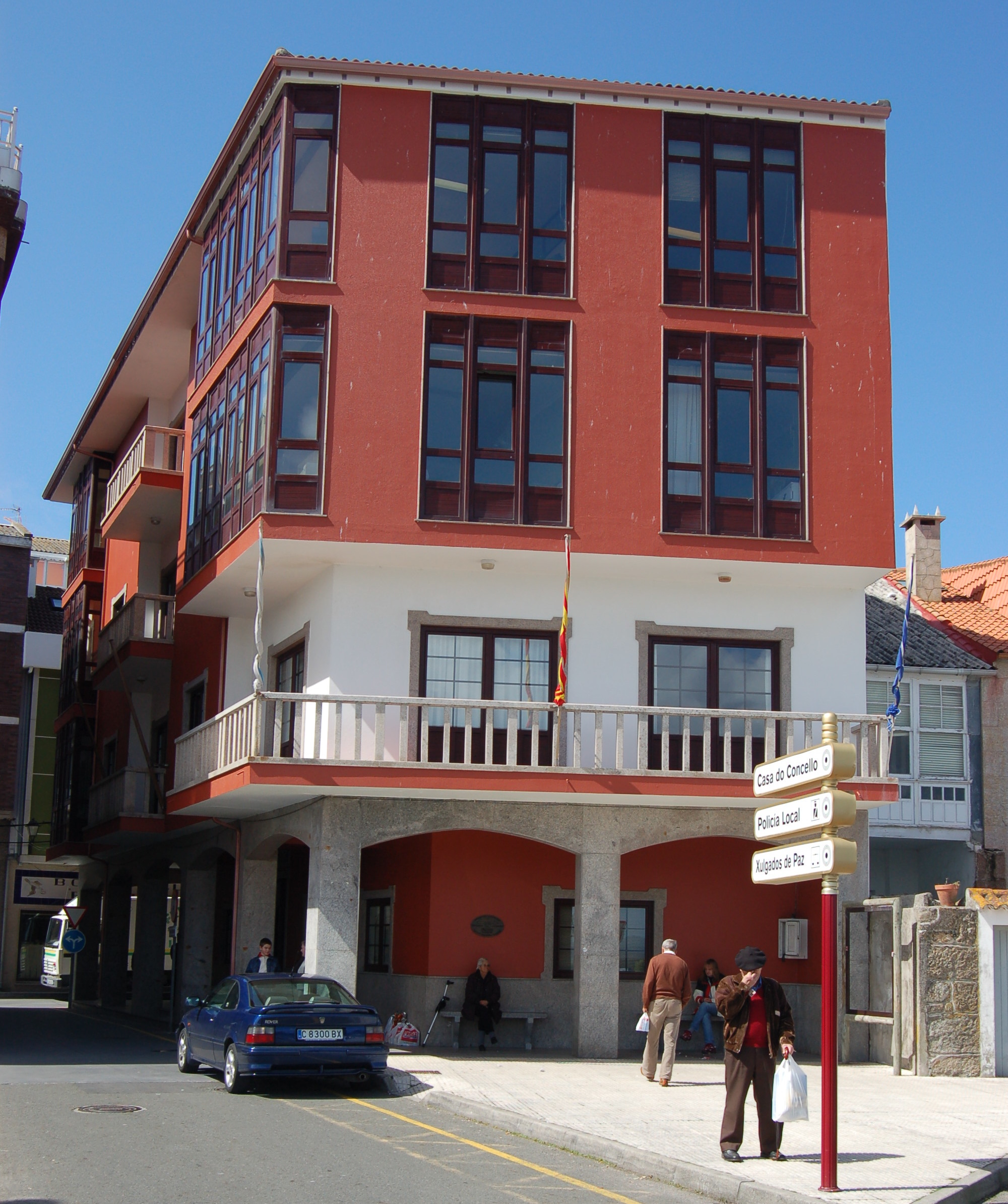
Radnice